# Леа Фрідріх
Леа Фрідріх (нім. Lea Friedrich, нар. 7 січня 2000) — німецька велогонщиця, срібна призерка Олімпійських ігор 2020 року, чемпіонка світу.

## Виступи на Олімпіадах
| Олімпіада  | Дисципліна       | Місце       |
| ---------- | ---------------- | ----------- |
| Токіо 2020 | спринт           | 5           |
| Токіо 2020 | командний спринт | 2           |
| Токіо 2020 | кейрін           | чвертьфінал |

## Зовнішні посилання
- Леа Фрідріх [Архівовано 17 жовтня 2019 у Wayback Machine.] на сайті Cycling Archives